# Говорово (Тверская область)
Говорово — деревня в Конаковском районе Тверской области. Входит в состав Первомайского сельского поселения.

## География
Находится в юго-восточной части Тверской области на расстоянии приблизительно 16 км на север-северо-запад от города Конаково правом берегу речки Созь.

## История
Известна была с 1710 года. В 1859 году здесь было учтено 3 двора, в 1900 — 4.

## Население
Численность населения: 38 человека (1859 год), 19 (1900), 12 (русские 100 %)в 2002 году, 7 в 2010.